# Litema

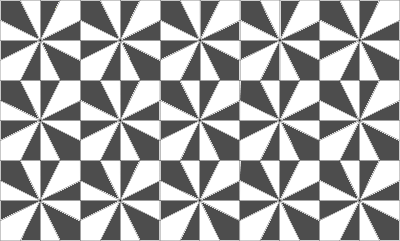
Traditionelles Tema-Muster mit Inversion und Drehung des Grundmusters

Als Litema (Aussprache: ditemɑ, Singular Tema, Sesotho für ‚Feld‘) wird eine Form der Wandmalerei der Sotho bezeichnet, die in Lesotho und benachbarten Gebieten Südafrikas gebräuchlich ist. Die Frauen der Sotho erzeugen Litema, indem sie die Wände ihrer Häuser mit einer Mischung von Lehmputz und Dung frisch verputzen. In die noch nasse oberste Putzschicht ritzen sie mit dem Zeigefinger ein geometrisches Muster ein, das abschließend mit natürlichen Farbstoffen gefärbt werden kann. Litema sind keine dauerhafte Fassadengestaltung, sondern springen in der Sonne oder werden von einem starken Regen fortgewaschen. Es ist üblich, dass die Frauen ein ganzes Dorf zu feierlichen Anlässen wie einer Hochzeit oder einer religiösen Zeremonie neu mit Litema gestalten.
Die Litema-Muster zeichnen sich durch eine mehrstufige Symmetrie aus. Basis des Musters sind meist quadratische Zellen. Eine zu gestaltende Wand wird durch ein Raster in Zellen aufgeteilt. Jede Zelle wird mit dem gleichen Grundmuster gestaltet, das von Zelle zu Zelle höchstens gedreht oder gespiegelt wird. Die Symmetrie des gesamten Musters hängt damit von den vorhandenen Symmetrien im Grundmuster ab. Es gibt Entwürfe mit nur einer Spiegelachse im Grundmuster, die einen eher in eine Richtung fließenden Eindruck des Gesamtmusters ergeben. Andere Grundmuster haben mehrere Symmetrieachsen oder sind rotationssymmetrisch und ergeben im Gesamtmuster einen eher flächig ornamentalen Eindruck. Die Farbgestaltung ist zurückhaltend, meist werden nur zwei Farben verwendet.